# George Vjestica
George Vjestica (Newcastle-under-Lyme, 2 mei 1967) is een Brits gitarist die deel uitmaakt van Nick Cave and the Bad Seeds. Hij speelde ook in Groove Armada en trad op met onder andere John Squire (Stone Roses). Ook speelde hij op de debuut-EP van KT Tunstall.